# Carlos Gómez (attore)
Carlos Gómez II (New York, 31 luglio 1960) è un attore statunitense.

## Biografia
Di famiglia cubano-americana, Gómez è un attore versatile che ha recitato sia in film cinematografici sia in film televisivi dalla fine degli anni ottanta. La sua prima parte in un film è arrivata nel 1989 in Dance to Win. Una delle sue interpretazioni consioderate migliori è in E.R. - Medici in prima linea, dove dal 1995 al 1996 ha interpretato il paramedico gay Raul Melendez.
Ha anche recitato al fianco di Jean Claude Van Damme nel film Hell - Esplode la furia del 2003.
Ha poi recitato come guest star nella serie televisiva Streghe nel ruolo di un demone sotto copertura, l'ispettore Rodriguez del dipartimento affari interni del San Francisco Police Department; la sua prima apparizione è nel ventesimo episodio della prima stagione, Il fantasma assassino, mentre la sua ultima partecipazione alla serie televisiva accade in Déjà vu il ventiduesimo episodio del finale di stagione. Carlos in televisione ha anche preso parte a Shark, dove interpreta il sindaco Manny Delgado, accanto a James Woods e Jeri Ryan. Tra le altre partecipazioni, è apparso nella terza stagione della sitcom Friends, nella terza stagione della serie televisiva 24, ed ha anche interpretato il ruolo dell'ufficiale Navarro nell'episodio Machismo della serie televisiva Criminal Minds. Dal 2010 al 2013 è stato tra i protagonisti della serie televisiva The Glades.
Al cinema ha recitato accanto a Salma Hayek in due film: Desperado dove interpreta la mano destra del narco-trafficante Bucho, e in Mela e Tequila - Una pazza storia d'amore con sorpresa, dove interpreta Chuy, l'ex fidanzato di Salma. È inoltre apparso a Broadway nel 2008 nel musical In the Heights nel ruolo di Kevin.

## Filmografia

### Cinema
- Dance to Win, regia di Ted Mather (1989)
- I re del mambo (The Mambo Kings), regia di Arne Glimcher (1992)
- Desperado, regia di Robert Rodriguez (1995)
- Mela e Tequila - Una pazza storia d'amore con sorpresa (Fools Rush In), regia di Andy Tennant (1997)
- The Peacemaker, regia di Mimi Leder (1997)
- Costretti ad uccidere (The Replacement Killers), regia di Antoine Fuqua (1998)
- Il negoziatore (The Negotiator), regia di F. Gary Gray (1998)
- Nemico pubblico (Enemy of the State), regia di Tony Scott (1998)
- La casa di sabbia e nebbia (House of Sand and Fog), regia di Vadim Perelman (2003)
- Hell - Esplode la furia (In Hell), regia di Ringo Lam (2003)
- La partita perfetta (The Perfect Game), regia di William Dear (2009)
- A proposito di Steve (All About Steve), regia di Phil Traill (2009)
- L'incredibile storia di Winter il delfino 2 (Dolphin Tale 2), regia di Charles Martin Smith (2014)
- Un poliziotto ancora in prova (Ride Along 2), regia di Tim Story (2016)
- La verità negata (Trial by Fire), regia di Edward Zwick (2018)
- The Report, regia di Scott Z. Burns (2019)

### Televisione
- China Beach – serie TV, episodio 3x02 (1989)
- Oltre la legge - L'informatore (Wiseguy) – serie TV, episodi 4x03 - 4x04 (1990)
- E.R. - Medici in prima linea (ER) – serie TV, 6 episodi (1995-1996)
- New York Undercover – serie TV, episodi 2x25 - 2x26 (1996)
- Friends – serie TV, episodio 3x12 (1997)
- Asteroid, regia di Bradford May – film TV (1997)
- La signora del West (Dr. Quinn, Medicine Woman) – serie TV, episodio 6x17 (1998)
- Sentinel (The Sentinel) – serie TV, episodio 4x01 (1999)
- NYPD - New York Police Department (NYPD Blue) – serie TV, episodi 6x11 - 12x18 (1999-2005)
- Streghe (Charmed) – serie TV, episodi 1x20 - 1x21 - 1x22 (1999)
- In tribunale con Lynn (Family Law) – serie TV, 5 episodi (1999-2001)
- Squadra Med - Il coraggio delle donne (Strong Medicine) – serie TV, episodio 1x15 (2000)
- Invisible Man (The Invisible Man) – serie TV, episodio 1x15 (2001)
- Giudice Amy (Judging Amy) – serie TV, episodio 3x13 (2002)
- Crossing Jordan – serie TV, episodio 1x18 (2002)
- Dragnet – serie TV, episodio 2x02 (2003)
- NCIS - Unità anticrimine (NCIS) – serie TV, episodio 1x06-22x02 (2003-2024)
- 24 – serie TV, episodi 3x01-3x02-3x03 (2003)
- Zero Hour – serie TV, 1 episodio (2004)
- West Wing - Tutti gli uomini del Presidente (The West Wing) – serie TV, episodio 5x14 (2004)
- Dr. Vegas – serie TV, episodio 1x01 (2004)
- CSI - Scena del crimine (CSI: Crime Scene Investigation) – serie TV, episodio 5x03 (2004)
- Tutto in famiglia (My Wife and Kids) – serie TV, episodio 5x20 (2005)
- Joey – serie TV, episodi 2x03 - 2x04 (2005)
- Senza traccia (Without a Trace) – serie TV, episodio 4x06 (2005)
- Sleeper Cell – serie TV, 10 episodi (2005-2006)
- Detective Monk (Monk) – serie TV, episodio 4x16 (2006)
- Criminal Minds – serie TV, episodio 1x19 (2006)
- Vanished – serie TV, episodio 1x01 (2006)
- Shark - Giustizia a tutti i costi (Shark) – serie TV, 12 episodi (2006-2007)
- Boston Legal – serie TV, episodio 3x14 (2007)
- Weeds – serie TV, episodi 5x01 - 5x03 (2009)
- In Plain Sight - Protezione testimoni (In Plain Sight) – serie TV, episodio 2x11 (2009)
- Burn Notice - Duro a morire (Burn Notice) – serie TV, episodio 3x13 (2010)
- The Glades – serie TV, 49 episodi (2010-2013)
- Medium – serie TV, episodio 7x08 (2010)
- The Client List - Clienti speciali (The Client List) – serie TV, episodio 1x05 (2012)
- Castle – serie TV, episodio 6x17 (2014)
- Gang Related – serie TV, 5 episodi (2014)
- Agent X – serie TV, episodio 1x04 (2015)
- House of Lies – serie TV, episodio 5x10 (2016)
- Regina del Sud (Queen of the South) – serie TV, episodi 1x05, 4x08 (2016, 2020)
- Madam Secretary – serie TV, 12 episodi (2016)
- Grimm – serie TV, episodio 6x06 (2017)
- NCIS: New Orleans – serie TV, episodio 3x23 (2017)
- Law & Order True Crime – miniserie TV, 6 episodi (2017)
- Elementary – serie TV, episodio 7x20 (2019)
- Non sono ancora morta (Not Dead Yet) – serie TV, episodio 1x07 (2023)

## Doppiatori italiani
Nelle versioni in italiano delle opere in cui ha recitato, Carlos Gómez è stato doppiato da:
- Pasquale Anselmo in The Glades, Castle, The Baker & The Beauty, Big Sky, Blue Bloods, Non sono ancora morta
- Alessio Cigliano in Asteroid, L'incredibile storia di Winter il delfino 2
- Roberto Draghetti in NCIS - Unità anticrimine, Burn Notice - Duro a morire
- Roberto Fidecaro in NCIS: New Orleans (ep. 3x23), Regina del Sud
- Maurizio Romano in E.R. - Medici in prima linea
- Vittorio De Angelis in Desperado
- Simone Mori ne Il negoziatore
- Antonio Sanna in Friends
- Luca Ward in Streghe
- Fabrizio Temperini in 24
- Stefano Miceli in CSI - Scena del crimine
- Stefano Billi in Senza traccia
- Vladimiro Conti in Sleeper Cell
- Gianluca Machelli in Detective Monk
- Lucio Saccone in Criminal Minds
- Massimo Corvo in Medium
- Ambrogio Colombo in Hell - Esplode la furia
- Enrico Di Troia in Joey
- Nicola Marcucci in Shark - Giustizia a tutti i costi
- Christian Iansante in La partita perfetta
- Antonio Angrisano in NCIS: New Orleans (ep. 4x22, 5x02)
- Stefano Alessandroni in Trial by Fire
- Dario Oppido in The Report
- Alberto Angrisano in Manifest